# Bassaniodes ovadan
Bassaniodes ovadan is een spinnensoort uit de familie van de krabspinnen (Thomisidae).
De wetenschappelijke naam van de soort werd in 1995 als Xysticus ovadan gepubliceerd door Joeri Michailovitsj Maroesik en Dmitri Viktorovich Logunov.